# Trevorton, Pennsylvania
Trevorton, Pennsylvania (енгл. Trevorton) насељено је место без административног статуса у америчкој савезној држави Пенсилванија.

## Демографија
По попису из 2010. године број становника је 1.834, што је 176 (-8,8%) становника мање него 2000. године.
| Група             | 2000.         | 2010.         |
| Белци             | 1.981 (98,6%) | 1.800 (98,1%) |
| Афроамериканци    | 3 (0,1%)      | 1 (0,1%)      |
| Азијати           | 3 (0,1%)      | 10 (0,5%)     |
| Хиспаноамериканци | 8 (0,4%)      | 9 (0,5%)      |
| Укупно            | 2.010         | 1.834         |